# DSA-512
La DSA-512 es una carretera perteneciente a la Red Secundaria de la Diputación Provincial de Salamanca que une la localidad de Aldearrodrigo con las carreteras ZA-305 y ZA-P-2219. También pasa por las localidades de Zamayón y Santiz.

## Recorrido
La carretera DSA-512 tiene su origen en Aldearrodrigo en la intersección con la carretera DSA-510, y termina en la intersección con las carreteras ZA-305 y ZA-P-2219 en Santiz, formando parte de la Red de carreteras de Salamanca.
| Aldearrodrigo (Intersección con ) - Santiz (Intersección con ) | Aldearrodrigo (Intersección con ) - Santiz (Intersección con ) | Aldearrodrigo (Intersección con ) - Santiz (Intersección con ) | Aldearrodrigo (Intersección con ) - Santiz (Intersección con ) | Aldearrodrigo (Intersección con ) - Santiz (Intersección con ) | Aldearrodrigo (Intersección con ) - Santiz (Intersección con ) | Aldearrodrigo (Intersección con ) - Santiz (Intersección con ) | Aldearrodrigo (Intersección con ) - Santiz (Intersección con ) | Aldearrodrigo (Intersección con ) - Santiz (Intersección con ) | Aldearrodrigo (Intersección con ) - Santiz (Intersección con ) | Aldearrodrigo (Intersección con ) - Santiz (Intersección con ) |
| Esquema                                                        | PK                                                             | Sentido Santiz                                                 | Sentido Santiz                                                 | Sentido Santiz                                                 | Sentido Santiz                                                 | Sentido Aldearrodrigo                                          | Sentido Aldearrodrigo                                          | Sentido Aldearrodrigo                                          | Sentido Aldearrodrigo                                          | Incidencias                                                    |
| Esquema                                                        | PK                                                             | Velocidad                                                      | Elemento                                                       | Salida                                                         | Salida                                                         | Salida                                                         | Salida                                                         | Elemento                                                       | Velocidad                                                      | Incidencias                                                    |
| Esquema                                                        | PK                                                             | Velocidad                                                      | Elemento                                                       | Dir.                                                           | Nombre                                                         | Nombre                                                         | Dir.                                                           | Elemento                                                       | Velocidad                                                      | Incidencias                                                    |
| -------------------------------------------------------------- | -------------------------------------------------------------- | -------------------------------------------------------------- | -------------------------------------------------------------- | -------------------------------------------------------------- | -------------------------------------------------------------- | -------------------------------------------------------------- | -------------------------------------------------------------- | -------------------------------------------------------------- | -------------------------------------------------------------- | -------------------------------------------------------------- |
|                                                                | 0,0                                                            |                                                                |                                                                | Aldearrodrigo Añover de Tormes                                 | Aldearrodrigo Añover de Tormes                                 | Aldearrodrigo Añover de Tormes                                 |                                                                |                                                                |                                                                |                                                                |
| Torresmenudas                                                  | 0,0                                                            |                                                                |                                                                |                                                                |                                                                |                                                                |                                                                |                                                                |                                                                |                                                                |
|                                                                | 0,5                                                            |                                                                |                                                                | ALDEARRODRIGO                                                  | ALDEARRODRIGO                                                  | ALDEARRODRIGO                                                  | ALDEARRODRIGO                                                  |                                                                |                                                                |                                                                |
|                                                                | 1,0                                                            |                                                                |                                                                | ALDEARRODRIGO                                                  | ALDEARRODRIGO                                                  | ALDEARRODRIGO                                                  | ALDEARRODRIGO                                                  |                                                                |                                                                |                                                                |
|                                                                | 4,6                                                            |                                                                |                                                                | ZAMAYÓN                                                        | ZAMAYÓN                                                        | ZAMAYÓN                                                        | ZAMAYÓN                                                        |                                                                |                                                                |                                                                |
|                                                                | 4,7                                                            |                                                                |                                                                | Valdelosa                                                      | Valdelosa                                                      | Valdelosa                                                      | Valdelosa                                                      |                                                                |                                                                |                                                                |
|                                                                | 5,4                                                            |                                                                |                                                                | ZAMAYÓN                                                        | ZAMAYÓN                                                        | ZAMAYÓN                                                        | ZAMAYÓN                                                        |                                                                |                                                                |                                                                |
|                                                                | 9,5                                                            |                                                                |                                                                | Añover de Tormes Palacios del Arzobispo                        | Añover de Tormes Palacios del Arzobispo                        | Añover de Tormes Palacios del Arzobispo                        | Añover de Tormes Palacios del Arzobispo                        |                                                                |                                                                |                                                                |
|                                                                | 10,4                                                           |                                                                |                                                                | Palacios del Arzobispo                                         | Palacios del Arzobispo                                         | Palacios del Arzobispo                                         | Palacios del Arzobispo                                         |                                                                |                                                                |                                                                |
|                                                                | 13,7                                                           |                                                                |                                                                | SANTIZ                                                         | SANTIZ                                                         | SANTIZ                                                         | SANTIZ                                                         |                                                                |                                                                |                                                                |
|                                                                | 14,4                                                           |                                                                |                                                                | SANTIZ                                                         | SANTIZ                                                         | SANTIZ                                                         | SANTIZ                                                         |                                                                |                                                                |                                                                |
|                                                                | 17,600                                                         |                                                                |                                                                |                                                                | Peñausende Zamora                                              | Peñausende Zamora                                              | Peñausende Zamora                                              |                                                                |                                                                |                                                                |
|                                                                | 17,600                                                         | Viñuela de Sayago                                              |                                                                |                                                                |                                                                |                                                                |                                                                |                                                                |                                                                |                                                                |
|                                                                | 17,600                                                         | Ledesma                                                        |                                                                |                                                                |                                                                |                                                                |                                                                |                                                                |                                                                |                                                                |